# Time to Turn
Time to Turn is een studioalbum van de Duitse muziekgroep Eloy uit 1982. Het vormde samen met Planets een tweeluik; EMI Group zag een dubbelelpee niet zitten in een tijdperk dat de punkmuziek (kortdurende songs en albums) opgang deden. De muziek van beide albums verschillen nauwelijks van elkaar; Time lijkt daarbij iets vloeiender muziek te bevatten dan Planets. Het album is opgenomen tussen augustus 1981 en februari 1982, weer in de Horus Studio in Hannover. De Engelse versie van de elpee had een afwijkende hoes, die was ontworpen door Rodney Matthews. Ook dit album is een conceptalbum over de planeet Salta.

## Musici
- Hannes Arkona - gitaar, toetsinstrumenten
- Frank Bornemann - zang, gitaar
- Hannes Folberth - toetsinstrumenten
- Klaus-Peter Matziol - basgitaar, zang
- Jim McGillivray - slagwerk, percussie

## Tracklist
De muziek is van Eloy; teksten van Bornemann en Sigi Hausen.

| Nr. | Titel                           | Duur |
| --- | ------------------------------- | ---- |
| 1.  | Through a Somber Galaxy         | 6:00 |
| 2.  | Behind the Walls of Imagination | 6:25 |
| 3.  | Time to Turn                    | 4:32 |
| 4.  | Magic Mirrors                   | 5:25 |
| 5.  | End of an Odyssey               | 9:25 |
| 6.  | The Flash                       | 5:34 |
| 7.  | Say, Is It Really True          | 4:45 |